# Multicomponentreactie
Een multicomponentreactie of meercomponentreactie (ook wel afgekort tot MCR) is een chemische reactie (doorgaans een organische reactie) waarbij drie of meerdere reagentia met elkaar reageren tot 1 eindproduct. Meer specifiek wordt de term gehanteerd in de organische chemie voor reacties waarin de reactanten simultaan of stapsgewijze met elkaar reageren tot een product dat vrijwel alle atomen uit de precursoren bevat. Daarbij kan wel een kleine molecule (bijvoorbeeld door een condensatiereactie) afgescheiden zijn. Multicomponentreacties worden ook wel aangeduid als convergente reacties.
Multicomponentreacties kunnen vrij complex zijn (met verschillende chemische evenwichten) en meerdere reactiestappen omvatten. Ze bezitten meestal een hoge efficiëntie en opbrengst.

## Organische chemie
Een klassiek voorbeeld van een organische multicomponentreactie is de Ugi-reactie, waarbij een keton of aldehyde, een amine, een isocyanide en een carbonzuur reageren tot een bis-amide.
Een van de eerste multicomponentreacties was de Mannich-reactie, een condensatiereactie van een carbonylverbinding met een iminiumverbinding:
Andere voorbeelden zijn de alkyntrimerisatie, de Asinger-reactie, de Biginelli-reactie, de Bucherer-Bergs-reactie, de Gewald-reactie, de Hantzsch-pyridinesynthese, de Kabachnik-Fields-reactie, de Kindler-thioamidesynthese, de Passerini-reactie en de Strecker-aminozuursynthese. Niet zelden zijn deze reacties gebaseerd op carbonylverbindingen als uitgangsstoffen. Ook isocyaniden worden gebruikt.
Bepaalde multicomponentreacties worden gekatalyseerd door overgangsmetalen of complexen ervan, zoals de Pauson-Khand-reactie.